# Janet Lee
Janet Lee é uma desenhista de histórias em quadrinhos americanas. É a co-criadora da série Return of the Dapper Men, ao lado do escritor Jim McCann. A série venceu o Eisner Award de "Melhor Graphic Novel" em 2011, tendo sido indicada ainda à categoria de "Melhor publicação para jovens".
Lee também é conhecida por seu trabalho em adaptações de romances de Jane Austen para a Marvel Comics. Ela foi contratada para ilustrar as adaptações dos romances "Emma" e "A Abadia de Northanger", bem como outros seis livros e antologias. Seu trabalho subsequente também recebeu indicações para os prêmios Harvey e Eisner. Além disso, Janet Lee também trabalhou para editoras como Vertigo, Image, Random House e Macmillan.